# شیر در فرهنگ
شیر برای ده‌ها هزار سال نماد مهمی برای انسان بوده است. اولین نمایش‌های گرافیکی، شیرها را به عنوان شکارچیان سازمان یافته با قدرت و استراتژی و مهارت‌های عالی نشان می‌دهند. در تصویرهای بعدی مراسم‌های فرهنگی، شیرها اغلب به عنوان یک نماد مورد استفاده قرار می گرفتند که ممکن است نقش مهمی در جادو، به عنوان خدایان یا ارتباط نزدیکی با خدایان داشته باشند و به عنوان واسطه و هویت قبیله‌ای عمل می‌کردند.